# اسپیگنو
اسپیگنو (به ایتالیایی: Spigno Saturnia) یک کومونه در ایتالیا است که در استان لاتینا واقع شده‌است. اسپیگنو ۳۸ کیلومتر مربع مساحت و ۲٬۹۶۳ نفر جمعیت دارد و ۵۱ متر بالاتر از سطح دریا واقع شده‌است.